# Zacatecas (grad)
Zacatecas je glavni i najveći grad istoimene općine i meksičke države Zacatecas. Nalazi se u središtu Meksika, a ime je dobio po astečkom nazivu naroda Zacateco, čije ime znači „Narod pašnjaka”. 
Grad Zacatecas su osnovali Španjolci 1546. godine kao rudarsko naselje, iako je i prije toga ovdje kopano srebro i druge dragocjene rude. Zbog bogatstva rudnika, grad je uskoro postao jedan od vodećih gradova Nove Španjolske i veliki snabdjevač srebrom Španjolske krune. 
Grad je upisan na UNESCO-ov popis mjesta svjetske baštine u Sjevernoj Americi 1993. godine kao „predivni španjolski kolonijalni grad na strmim liticama uske doline u kojemu se europska barokna arhitektura spojila s domorodačkim dekorativnim elementima koji su osobito vidljivi na pročeljima vjerskih, ali i svjetovnih zgrada”.

## Povijest
Zacatecas je osnovan 1546. godine, nakon otkrića vrlo bogate žile srebra San Bernabeo, nakon koje su otkrivene i druge (Veta Grande, Panuco i Albarrada lodes) u istom gorju. Mjesto se razvilo na jugu rudarskih područja, oko današnjeg trga San Agustin gdje je sagrađena prva crkva, i s kućama duž Calle Real (Kraljevske ulice), sada glavne ulice Arroyo del Plati. Za razliku od drugih španjolskih kolonijalnih gradova, ulice Zacatecasa su zadržale nepravilan oblik zbog potrebe za komunikacijom između rudnika i talionica čiji su smještaj odredile litice strme doline. Rudarenje srebra je bilo toliko opsežno da su 1550. godine radila 34 rudnika, te mu je 1588. godine španjolska kruna dodijelila naslov grada i grb. Otkriće Guanajuato žile, ubrzo nakon toga, dovelo je do izgradnje Srebrne ceste koja je povezala ova dva rudarska centra s glavnim gradom kolonije Nove Španjolske, Mexicom. Do 1630. godine više od 60% srebra iz španjolskih kolonija je prenošeno ovim putom. Posljedično bogatstvo rezultiralo je uljepšavanjem oba grada finim javnim i privatnim zgradama.
Zacatecas postaje gospodarsko središte regije sa sustavom utvrda (presidios), sela i poljoprivrednih imanja (haciendas) za obranu i opskrbu. On je također i baza za naseljavanje i širenje kršćanstva prema sjeveru. Isprva je Samostan sv. Franje (Convento de San Francisco), a kasnije i Kolegija Guadalupe, su zaslužni za uspostavu preko 70 misija daleko na sjeveru, u Teksasu i Kaliforniji.
Vrhunac proizvodnje srebra u Zacatecasu je bilo u 16. i 17. stoljeću, ali ga je onda zasjenio Guanajuato, iako je zadržao važnu ulogu kao talioničko mjesto. Proizvodnja srebra je nastavljena nakon stjecanja neovisnosti, unatoč prekidu tijekom revolucije od 1910., tijekom kojih je bio i mjesto glavne bitke 1914. godine. Nakon toga je proizvodnja opala do te mjere da Zacatecas nije bio uključen u novu komunikacijsku mrežu putova. Kao rezultat ovog gospodarskog pada grad je zadržao mnoge izvorne urbane značajke.

## Znamenitosti
Povijesno područje obuhvaća 15 vjerskih kompleksa, uglavnom iz 17. i 18. stoljeća, a među njima su samostani San Juan de Dios, San Francisco, San Augustina i Santo Domingo. Katedrala (1730. – 1760.) je bogato ukrašena barokna građevina s izuzetnim pročeljem i drugim značajkama koje odražavaju apsorpciju autohtonih ideja i tehnika u rimokatoličku ikonografiju. Isusovačka crkva sv. Dominika (Santo Domingo) ima suptilnu ljepotu u suprotnosti s baroknoj kićenosti fakulteta uz njega. Njegova masivna kupola i tornjevi su kontrapunkt u blizini katedrale. U njemu je sada Muzej umjetnosti.
Od važnih svjetovnih građevina iz 18. stoljeća tu su palača Mala Noche, Calderón Kazalište (1834.), željezom uokvirena tržnica Gonzalez (1886.), te Guvernerova rezidencija od ružičastog kamena. Četrti nazvane prema obrtima ili lokalnoj topografiji iamju fine primjere skromnije urbane arhitekture iz 17. stoljeća pa nadalje.
Izvan grada je Svetište Gospe pokroviteljice (Nuestra Señora del Patrocinio) sa svojom zvjezdarnicom i lođom (1882.) na vrhu brda La Bufa, i Apostolski kolegij širenja vjere Gospe od Guadalupea (Propaganda Fide od Nuestra Señora de Guadalupe, 1707.) na istočnoj padini.
- Katedrala u Zacatecasu
- Pročelje katedrale
- Crkva sv. Dominika
- Stara Guvernerova palača
- Bivša arena za borbe s bikovima (od 1989. hotel) i akvedukt
- Kazalište Fernando Calderón
- Muzej Francisco Goitia se nalazi u bivšoj Rezidenciji guvernera Zacatecasa
- Šarene kuće Zacatecasa ispod Gospinog svetišta na brdu La Bufa
- Crkva Gospe od Fatime
- Skulptura Pancha Ville ispod La Bufa

## Gradovi prijatelji
Zacatecas ima ugovore o partnerstvu sa sljedećim gradovima:
| - Azusa, Kalifornija, SAD (1996.) - El Paso, Texas, SAD (1998.) - Guadalupe, Meksiko (2012.) - Guanajuato, Meksiko (1996.) - Havana, Kuba (2001.) - Huishan, Kina (2018.) | - Jalpa, Meksiko (2019.) - Jerez de la Frontera, Španjolska (2005.) - Jiangsu, Kina (1996.) - La Plata, Argentina (2016.) - Málaga, Španjolska (1988.) - Oñate, Španjolska (1996.) | - Orihuela, Španjolska (2019.) - San Luis Potosí, Meksiko (2020.) - Weishan, Kina (2014.) - Woodstock (Illinois), SAD (2014.) - Xochimilco, Meksiko (2010.) - Zapadni Kanpur, Indija |

## Vanjske poveznice
- Službena stranica grada  Arhivirana inačica izvorne stranice od 6. ožujka 2012. (Wayback Machine)